# Bernhard von Bismarck
Pour les articles homonymes, voir von Bismarck.
Bernhard Friedrich Alexander Ferdinand Roman von Bismarck (né le 24 juillet 1810 à Schönhausen ; mort le 7 mai 1893 à Külz) est un chambellan prussien, administrateur d'arrondissement, conseiller secret du gouvernement et propriétaire du domaine de Külz à Jarchlin en Poméranie. Il est le frère ainé d'Otto von Bismarck.

## Biographie
Bernhard est le fils aîné de Karl Wilhelm Ferdinand von Bismarck (de) (1771–1845) et de sa femme Luise Wilhelmine Mencken (1789–1839), fille d'Anastasius Ludwig Mencken (de). Son frère cadet, Otto, devient le premier chancelier allemand, sa sœur Malwine se marie à Oskar von Arnim-Kröchlendorff.
Il étudie à Berlin et à Leipzig. De 1831 à 1836, il est lieutenant dans un régiment de dragon. En 1840, il est nommé administrateur de l'arrondissement de Naugard (de). À partir de cette même année, il siège au parlement provincial de Poméranie (de). En 1847 et 1848 il est membre du premier et deuxième parlement uni (de) de Prusse. De 1851 à 1852, puis de 1870 à 1888 il est député dans la chambre des représentants de Prusse.
Bernhard se marie à Naugard le 17 septembre 1841 à Adelheid Fanninger. Cette dernière meurt peu après la naissance de leur fils Philipp von Bismarck en 1844. Bernhard se remarie le 8 septembre 1848 à Wangeritz à Malwine von Lettow-Vorbeck.
Il est membre de la Corps Saxonia Leipzig.

## Famille
Bernhard von Bismarck se marie à Naugard le 17 septembre 1841 avec Friederike Wilhelmine Adelheid Fanninger (née le 12 octobre 1824 et morte le 22 mai 1844), fille du conseiller sanitaire Ferdinand Fanninger et de Wilhelmine von Kameke (de). Cette dernière décède peu après la naissance de leur fils Philipp von Bismarck (de) en 1844. Le couple a deux fils :
- Leopold Ernst Alexander (né le 15 novembre 1842 et mort le 19 mai 1847)
- Philipp Georg Klaus (né le 13 avril 1844 et mort le 18 octobre 1894). Rittmeister, marié :
  - le 11 février 1873 avec le comtesse Elisabeth Karoline Angelika Emilie Philippine von der Osten (née le 13 novembre 1844 et morte le 28 mars 1874)
  - le 5 février 1880 avec Marie Sophie Hedwig von Harnier (de) (née le 30 novembre 1858 et morte le 11 octobre 1945)[1].

Après un bref veuvage, Bernhard se marie le 8 septembre 1848 à Wangeritz avec Malwine von Lettow-Vorbeck (née le 9 décembre 1827 et morte le 12 juillet 1904), fille du lieutenant Karl Wilhelm von Lettow-Vorbeck et de Heloise Alexandrine Elisabeth von der Groeben et la sœur du général Paul Karl von Lettow-Vorbeck (de). Le couple a de nombreux enfants :
- Elise Adelheid Wilhelmine (née le 23 septembre 1849 et morte le 24 décembre 1853)
- Hedwig Marie Heloise (née le 26 octobre 1850 et morte le 24 juin 1868)
- Ulrich Ferdinand Otto (né le 3 octobre 1851), major
- Ernst Rüdiger Jobst (de) (né le 20 septembre 1853 et mort le 17 février 1931) administrateur de l'arrondissement de Naugard (de), marié en 1901 avec Elise Christiane von Lettow-Vorbeck (née le 26 janvier 1874), veuve de Wedig von der Osten (de) (mort le 12 novembre 1893)
- Anna Emilie Malwine (née le 9 septembre 1855) mariée en 1881 avec Theodor Christian Leuthold von Oertzen (né le 15 mars 1856), fils de Karl von Oertzen (de)
- Adelheid Johann Hildegard (née le 3 novembre 1859 et morte le 30 octobre 1872)
- Martha Emilie Klara Agathe (née le 16 avril 1861 et morte le 15 avril 1862)
- Ottilie Friederike Therese Helene (née le 27 décembre 1862)
- Meta Marie (née le 17 octobre 1864 et morte le 4 août 1927), mariée :
  - le 18 juin 1882 avec Georg von Ramin (né le 20 avril 1859 et mort le 9 décembre 1888)[2]
  - le 24 novembre 1893 avec Klaus von Loos (de), administrateur de l'arrondissement de Saatzig
- Otto Kurt Berend (né le 15 octobre 1866 et mort le 25 mars 1935)[3] marié avec Frieda Schulze veuve Mücke
- Bernd Ludolf Wilhelm (né le 1er juin 1868 et mort le 19 juillet 1948) marié en 1899 avec Katharine Luise Emilie Natalie von Arnim-Wilmersdorf (née le 2 août 1864), de la branche de Golm
- Malvine Frederike Marie (née le 18 avril 1873 et morte le 4 novembre 1873)